# Khamis Al-Owairan
Khamis Al-Owairan Al-Dosari (in arabo خميس حمد عويران الدوسري‎?; Riyad, 8 settembre 1973 – 7 gennaio 2020) è stato un calciatore saudita, di ruolo centrocampista.

## Carriera
Ha giocato per lungo tempo nell'Al-Hilal e nell'Al-Ittihad, partecipando con la nazionale saudita alla Confederations Cup 1997, ai Mondiali 1998 e ai Mondiali 2002.

## Palmarès

### Nazionale
- Coppa d'Asia: 1

1996